# 인시디어스
《인시디어스》(영어: Insidious)는 2010년 개봉한 미국의 초자연 공포 영화이다.
이후 속편 《인시디어스: 두번째 집》(2013)과 《인시디어스: 빨간 문》(2023), 프리퀄 《인시디어스 3》(2015)과 《인시디어스 4: 라스트 키》(2018)가 나왔다.

## 줄거리
한 가족이 새로 이사를 온 뒤 초자연 현상을 경험한다. 어린 아들은 무언가를 보고 놀라 쓰러진 후 혼수 상태에 빠진다. 부부는 심령술사에게 조언을 구하고, 서서히 놀라운 비밀이 드러난다.

## 출연진
- 패트릭 윌슨 - 조시 램버트 역
- 로즈 번 - 러네이 램버트 역
- 린 셰이 - 엘리스 레이니어 역
- 타이 심프킨스 - 돌턴 램버트 역
- 바버라 허시 - 로레인 램버트 역
- 리 워넬 - 스펙스 역
- 앵거스 샘프슨 - 터커 역
- 앤드루 애스터 - 포스터 램버트 역
- 조지프 비샤라 - 립스틱페이스 악령 역
- J. 러로즈 - 긴 머리 악령 역
- 벤 울프 - 춤추는 소년 역